# Abrothallus parmeliarum
Abrothallus parmeliarum is een korstmosparasiet behorend tot de familie Abrothallaceae. Hij parasiteert op het glanzend steenschildmos (Melanelixia fuliginosa).

## Kenmerken
Het mycelium is ondergedompeld in het substraat en kleurt niet met jodiumoplossing. De asci zijn 8-sprorig, flesvormig, dikwandig en meten 55–65 × 12–15 μm. De ascosporen zijn bruin, wrattig, 1-septaat en hebben een lengte van 13–20 μm.

## Verspreiding
Abrothallus parmeliarum komt voor in Europa en Noord-Amerika. In Nederland komt het uiterst zeldzaam voor.